# Teodoryk II Waleczny
Teodoryk II zwany Walecznym (zm. 30 grudnia 1115) – książę Górnej Lotaryngii najstarszy syn Gerarda księcia Lotaryngii i Jadwigi z Namur.

## Życiorys
Początek panowania Teodoryka upłynął na walkach z bratem Gerardem roszczącym pretensje do księstwa lotaryńskiego. Spór zakończył traktat pokojowy podpisany w 1073 roku, w którym Gerard występuje już jako hrabia Vaudémont.
Następne lata wypełniało Teodorykowi popieranie cesarza Henryka IV. Książę brał udział w tłumieniu powstania Sasów (Bitwa pod Homburgiem nad rzeką Unstrut), a następnie wsparł cesarza w jego konflikcie z papieżem Grzegorzem VII o inwestyturę. W 1078 roku wspólnie z Henrykiem IV zdobył Metz, siedzibę biskupa Hermana popierającego papieża. Za ten czyn został przez biskupa wyklęty, a w 1079 ekskomunikę potwierdził papież.

## Potomstwo
Pierwsza żoną Teodoryka II była poślubiona w 1075 roku Jadwiga (1058 - 1085/90), córka Fryderyka hrabiego Formbach. Z tego związku pochodzili:
- Szymon I – następca w księstwie lotaryńskim
- Gertruda (1186 - 23 maja 1144) – żona od 1113 roku Florisa II Grubego hrabiego Holandii.

W 1096 roku książę poślubił Gertrudę (ok. 1066 – 1117), córkę Roberta I hrabiego Flandrii.Para doczekała się:
- Teodoryk (1099\1100 – 4 lutego 1168), hrabia Flandrii
- Henryk I (zm. 7 czerwca 1165), biskup Toul
- Ida – żona Zygfryda, hrabiego Burhausen
- Ermengarda – żona Bernarda de Brancion
- Gizela – żona Fryderyka hrabiego Saarbrücken